# Красноперекопська районна рада
Краснопереко́пська райо́нна ра́да — орган місцевого самоврядування Красноперекопського району Автономної Республіки Крим. Розміщується в місті обласного значення Красноперекопськ, котре не входить до складу району.
З 15 квітня 2014 року районна рада тимчасово не виконує обов'язки через окупацію Автономної Республіки Крим Російською Федерацією.

## Склад ради

### VI скликання
Рада складається з 24 депутатів, з них половина — обрані в одномандатних мажоритарних виборчих округах та половина — в багатомандатному виборчому окрузі.
Останні вибори до районної ради відбулись 31 жовтня 2010 року. Найбільше депутатських мандатів отримала Партія регіонів — 19 (11 — в одномандатних округах та 8 — в багатомандатному окрузі). Народний рух України здобув 2 депутатських місця (в багатомандатному окрузі), партія «Союз» та Комуністична партія України — по 1 (в багатомандатному окрузі), «Сильна Україна» — 1 мандат в одномандатному виборчому окрузі.

#### Голова
Головою Красноперекопської районної ради в 2010 році було обрано Олега Миколайовича Осінсяну.

## Колишні голови ради
- Кернус С. О.[4]